# هارولد ووكر (لاعب كريكت)
هارولد ووكر (12 يونيو 1918 في المملكة المتحدة - 12 نوفمبر 2000 في المملكة المتحدة) (بالإنجليزية: Harold Walker)‏ هو لاعب كريكت بريطاني وبريطاني (وحمل سابقاً جنسية المملكة المتحدة لبريطانيا العظمى وأيرلندا). لعب مع نادي مقاطعة نورثامبتونشير للكريكت ‏.

## وصلات خارجية
- هارولد ووكر على موقع إي آس بي آن كريك إنفو (الإنجليزية)